# Enoplus crassus
Enoplus crassus is een rondwormensoort uit de familie van de Enoplidae. De wetenschappelijke naam van de soort is voor het eerst geldig gepubliceerd in 1916 door Filipjev.